# Аркадьев, Лев Аркадьевич
Лев Арка́дьевич Арка́дьев (настоящее имя Лев Аронович Бух; 18 сентября 1924, Одесса, СССР — 11 сентября 2003, Москва, Россия) — советский и российский писатель, сценарист и прозаик, журналист. Автор ряда книг, сценариев, рассказов и очерков. Член Союза кинематографистов СССР.

## Биография
Вырос в одном из старейших и колоритнейших районов Одессы, на воспетой Исааком Бабелем Молдаванке, на улице Госпитальной (в настоящее время — Богдана Хмельницкого). До конца своих дней оставался настоящим одесситом, обладая истинно одесским жизнелюбием и чувством юмора. Интерес к профессиональному литературному труду проявил ещё в школьные годы. Посещал литературную студию.

Л. А. Аркадьев. Германия. 1945 г.

В начале Великой Отечественной войны руководил агитационной бригадой, выступавшей перед отправлявшимися на фронт красноармейцами. Работал корреспондентом одесской газеты. На фронт ушёл добровольцем. Воевал в танковых войсках. Дошёл до Берлина, принимал участие в Пражской операции и был награждён медалью «За освобождение Праги».
По окончании Великой Отечественной войны учился в Литературном институте им. М. Горького (1947—1952, семинар драматургии), работал культоргом Московского радиозавода (1947—1951).
Активно печататься в столичной прессе начал с 1949 года. Сотрудничал с различными центральными периодическими изданиями. В 1952—1953 годах работал в творческой командировке в Туркменской ССР. В конкурсе на лучшую пьесу 1957 года участвовала пьеса Л. Аркадьева «Сельская быль».
Осенью 1958 года был командирован редакцией Всесоюзного радио в Арктику. Собирая материал о полярниках, побывал на полярной (арктической) дрейфующей станции «Северный полюс-6» (СП-6) (смена С. Т. Серлапова).
Долгие годы был специальным корреспондентом газеты «Труд». В своих публикациях часто обращался к теме Великой Отечественной войны.
В 1960-е годы много работал для эстрады, был автором миниатюр, которые исполняли такие популярные артисты разговорного жанра, как Аркадий Райкин, Лев Миров, Марк Новицкий. Писал сценарии для праздничных представлений: в Большом Кремлёвском дворце (Новогодняя кремлёвская ёлка 1964 года), в Колонном зале, в Центральном Дворце пионеров, в Театре эстрады, во Дворце культуры ЗИЛа.
Больше тридцати лет своей жизни Лев Аркадьев посвятил Поиско́вому движению по установлению имён и перезахоронению останков без вести пропавших воинов ВОВ, начав заниматься этим одним из первых. Помимо участия во многих поисковых экспедициях, неоднократно проводил журналистские расследования по установлению имён неизвестных героев Великой Отечественной войны. История этих поисков отображена в его книге «Как звали неизвестных…» (Магадан. Кн. изд. 1973 г.).
Л. А. Аркадьев является автором ряда теле- и радиопьес, рассказов и очерков, многие из которых посвящены его родному городу — Одессе.
В кинематографе начал работать с 1956 года. Работал в игрово́м, анимационном и документальном кино. По его сценариям было создано несколько фильмов для детей: «Королевство кривых зеркал», «Акма́ль, дракон и принцесса», «Новые приключения Акма́ля» и другие.
Незадолго до смерти Л. Аркадьевым была написана сценарная заявка с описанием сюжетной линии документального фильма «Они сражались за Родину… во Франции», но завершить работу над этим фильмом он не успел. Фильм-кинолетопись Второй мировой войны о гражданах СССР, сражавшихся с немецким фашизмом во Франции, был снят режиссёром Игорем Романовским на студии «Перспектива» и выпущен в 2005 году, через два года после смерти Л. А. Аркадьева.
Прах Л. А. Буха (Л. А. Аркадьева) захоронен в закрытом колумбарии Ваганьковского кладбища.

### Журналистское расследование по установлению имени М. Б. Брускиной

#### Предыстория
В конце 1967 года Лев Аркадьев приехал в Минск для встречи с Героем Советского Союза Еленой Мазаник, приведшей в исполнение партизанский приговор наместнику Гитлера Вильгельму фон Ку́бе. Вместе с ней он пришёл в Минский музей истории Великой Отечественной войны, чтобы посмотреть на один из экспонатов музея — дамскую сумочку, в которой Е. Мазаник пронесла в дом гауляйтера мину.

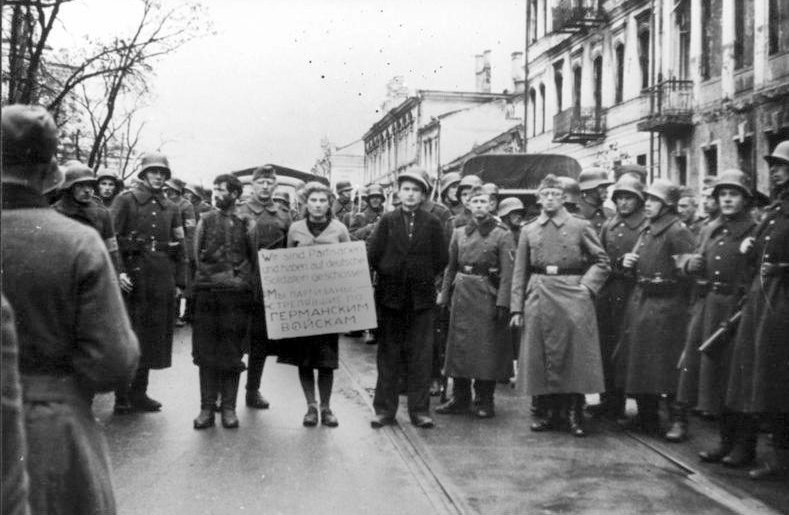
Идущие на казнь.
Минск. Октябрь 1941 года.

На одном из стендов музея висела небольшая фотография — Минск в дни фашистской оккупации, троих ведут на казнь. Мужчина, юноша и девушка с фанерным щитом на груди. На щите надпись на немецком и русском языках: «Мы партизаны, стрелявшие по германским войскам». Это была известная фотография из серии снимков, сделанных в Минске в воскресенье 26 октября 1941 года.
В тот день карателями 2-го литовского батальона вспомогательной полицейской службы под командованием майора Антанаса Импуля́вичуса были казнены в разных местах города 12 подпольщиков — это была первая публично-показательная казнь на оккупированной территории СССР, акция устрашения, проведённая властями в назидание остальному населению города. Казнь троих подпольщиков, повешенных на арке ворот дрожжепа́точного завода по улице Ворошилова (с 1961 года — улица Октябрьская), подробно фиксировалась на фотоплёнку.
Фотографии должны были отобразить страх и покорность сломленных, деморализованных людей, приговорённых к смерти за попытку сопротивления оккупационным властям. Вместо этого, снимки запечатлели людей, полных достоинства, веры в свою правоту и готовность отстаивать свои идеалы до конца. То, с каким достоинством держались эти трое идущих на смерть, поразило фронтовика Л. Аркадьева.
На остановившей его внимание фотографии были изображены: рабочий Минского завода им. Мясникова Кирилл Иванович Трус, который был опознан женой, как только фотография появилась в печати, и школьник одной из Минских школ Владлен Щербаце́вич, имя которого было установлено в середине 60-х годов XX столетия.

Указом Президиума Верховного Совета СССР от 10 мая 1965 года К. И. Трус и В. И. Щербацевич были посмертно награждены орденом Отечественной войны 1-й степени.
Имя девушки, изображённой на фотоснимке вместе с ними, было неизвестно.
Заинтересовавшись увиденной в экспозиции музея фотографией, Лев Аркадьев ознакомился с другими снимками этой серии, хранящимися в музее.
Второй снимок. Процессия остановилась. Рамки кадра расширились, захватив ещё большую толпу конвойных — солдат с автоматами, в касках или пилотках, в шинелях с повязками на рукаве. Мальчик повернул голову влево, как будто хочет увидеть кого-то за стеной конвоиров. Девушка по-прежнему стоит прямо. Она спокойна, сосредоточена. Напряжённым и страшным стал взгляд пожилого мужчины. Прямо перед собой он увидел три верёвочные петли на перекладине широких ворот.   
Снимок третий. С убийственно-холодной деловитостью эсэсовский офицер в перчатках поправляет на шее девушки верёвку. Она стоит спиной. Стянуты жгутами запястья вывернутых назад рук.  
Снимок четвёртый.  Солдат в пилотке выбивает из-под ног жертвы табурет.  
А потом по сигналу или просто так, фотоснайпер выхватит из истории ещё один кадр, и навеки остановит лицо мальчика, застывшее будто в улыбке.  
Ещё щелчок. Мы видим бородатое лицо и полуоткрытые губы, не успевшие ничего сказать.  
Последний снимок. Натянуты верёвки на перекладине ворот. Жуткий полумрак. Белым пятном выделяется доска с надписью на двух языках. 

#### Фотографии «Минской серии»
Ставшие поистине легендарными, фотографии, запечатлевшие казнь минских подпольщиков, были опубликованы в различных изданиях, посвящённых Второй мировой войне во многих странах мира.
Впервые одна из фотографий этой серии была напечатана в 1944 году в газете «Комсомольская правда» от 11 августа и сопровождалась статьёй Константина Тренёва «Утехи палача». В самом конце войны несколько таких снимков нашли советские разведчики в сумке немецкого офицера в городе Глогау — они были опубликованы в газете «За честь Родины». В январе 1949 года подпоручик Войска Польского Юзеф Армель принёс в посольство СССР в Варшаве несколько фотографий, найденных им в одном из домов города Золингена. Среди них было и фото из «Минской серии». Позже эти снимки фигурировали в качестве документов обвинения на Нюрнбергском процессе. Они демонстрировались с экрана в фильме Михаила Ромма «Обыкновенный фашизм». Один из этих снимков можно найти в многотомной «Истории ВОВ». Снимки многократно печатались в различных брошюрах, журналах, учебниках по истории. И хотя эти фотографии видели многие, девушка, изображённая на них, долгие годы оставалась неизвестной. Она так и значилась во всех описаниях фотографий — Неизвестная. Все попытки установить её имя, предпринимавшиеся в начале 60-х годов XX столетия, остались безрезультатными.
В Москву Лев Аркадьев вернулся с решимостью назвать имя Неизвестной.
Вернулся из Минска потрясённый историей, которой я случайно коснулся. История таила загадку и для меня было ясно, что я не успокоюсь, пока не разгадаю её.

#### Поиск
Началось журналистское расследование — поиск, судьба которого оказалась крайне сложной, запутанной и драматичной.
Первые результаты были обнародованы в газете «Труд» от 24 апреля 1968 года в статье Л. Аркадьева «Бессмертие». Одновременно в газете «Вечерний Минск» вышла статья В. Фре́йдина «Они не стали на колени». Оба журналиста, ведя расследование независимо друг от друга, пришли к одному и тому же выводу — на фотографиях изображена выпускница 28-й Минской школы Маша (Мария Борисовна) Бру́скина 1924 года рождения.
16 мая, отображая этапы поиска, вышла статья Льва Аркадьева «Светя другим…». Позже появилась совместная статья Л. Аркадьева и В. Фрейдина «Повесть о Маше», напечатанная в газете «Труд» от 20 и 21 июля 1968 года.

30 мая 1968 года было направлено обращение ЦК ЛКСМ Белоруссии в ЦК КПБ о необходимости увекове́чения памяти юных подпольщиков М. Брускиной и В. Щербацевича и представление на награду М. Б. Брускиной в ЦК КПБ от главных редакторов газеты «Труд» А. Субботина и газеты «Вечерний Минск» Г. Лысова.
По существующим в СССР правилам, поскольку М. Брускина родилась, выросла и погибла в Белоруссии, в вопросе об увековечении её памяти нужна была поддержка белорусского партийного руководства, и поначалу она была получена. Главный идеолог ЦК КП Белоруссии С. А. Пилато́вич выразил удовлетворение результатами расследования и дал распоряжение о заключении договора с Л. А. Аркадьевым на создание фильма о белорусской героине и о предоставлении Комитетом государственной безопасности всей документации, необходимой ему для работы.
Хотя имя казнённой девушки было названо, но многое в её биографии ещё оставалось нераскрытым, было важно юридически доказать, что на фотографии изображена выпускница Минской школы Маша Брускина 1924 года рождения. Решая продолжить поиск, Лев Аркадьев обратился в редакцию радиостанции «Юность» с просьбой подключить к его расследованию радиожурналиста с магнитофоном для фиксирования свидетельских показаний тех, кто мог опознать М. Брускину. Так к поиску, путь которого от человека к человеку и из города в город пролёг через Минск, Ленинград, Могилёв, Вильнюс, Каунас, Москву, подключилась радиожурналистка А. Б. Дихтя́рь.
Были найдены и опрошены десятки людей, знавших М. Брускину. Были найдены её друзья, родственники, собраны документальные свидетельства. «Неизвестную» на фотографии опознал её отец Б. Д. Брускин; её двоюродный дядя Герой Социалистического Труда, Народный художник СССР скульптор З. И. Азгур; директор школы, в которой училась Маша Брускина; её одноклассники; жена и дочь Кирилла Ивановича Труса, казнённого вместе с ней. 40 кассет, содержащих магнитофонные записи свидетельских показаний, 18 запротоколированных письменных свидетельств и несколько документальных подтверждений были переданы Л. А. Аркадьевым и А. Б. Дихтярь заместителю начальника научно-технического отдела УООП (Управление охраны общественного порядка) Мосгорисполкома эксперту-криминалисту Ш. Г. Куна́фину для проведения экспертизы. Эти материалы по своему количеству и качеству были признаны им вполне достаточными для обосно́ванного утверждения об опознании личности Маши Брускиной.
Заключение экспертизы было следующим:

Подлинность этих показаний и достоверность описываемых ими фактов не вызывает сомнений. Поэтому эти показания в совокупности с выводами по криминалистическому исследованию фотоснимков могут служить основанием для вполне определённого вывода о том, что девушка на снимках казни, действительно является Машей Брускиной, бывшей ученицей 28-й школы города Минска.
Все документы, собранные в процессе журналистского расследования, были переданы в Институт Партии ЦК КПБ.
В своей книге «Как звали неизвестных…» Л. Аркадьев напишет:
Эту историю мы начали с поиска. И вот, поиск завершён. Её не будут больше называть Неизвестной. Мир знает теперь: «Легендарную сестру легендарной Зои» зовут Маша Брускина. Подвиг её стал известен...
Но, как оказалось, поиск не был завершён.

#### «Несвоевременная» героиня
В секретном постановлении Бюро Минского горкома Коммунистической партии от 23 октября 1968 года «О подпольной антифашистской группе советских патриотов, возглавляемой К. И. Трусом и О. Ф. Щербацевич (мать В. Щербацевича, казнённая в тот же день в другом районе города), действовавшей в г. Минске в августе — октябре 1941 года», М. Б. Брускина не была названа в числе участников подполья.
В письме заведующего отделом административных органов ЦК КПБ Л. Клочкова и заведующего отделом пропаганды и агитации А. Кузьмина Первому секретарю ЦК КПБ П. М. Машерову говорилось:

Полагали бы необходимым также поддержать горком партии, который считает, что имеющиеся в деле материалы и статьи не являются достаточным основанием для признания Брускиной Марии Борисовны участницей подпольной группы К. И. Труса и О. Ф. Щербацевич.
В какой-то момент ситуация стала парадоксальной — вопрос идентификации девушки, отдавшей свою жизнь в противостоянии со злом и бесчеловечностью нацизма, перешёл в плоскость её национальной принадлежности. Сотрудничавшая с Минским подпольем 17-летняя Маша Брускина была еврейкой; казнённая в 1941 году, она снова стала заложницей политической ситуации, сложившейся к осени 1968 года.
Начиная с 60-х годов XX столетия официальная идеология в СССР стала сдавать свои позиции, сначала в среде интеллигенции, затем в более широких слоях советского общества. Со второй половины 60-х годов в стране начинается рост диссидентского движения и, как следствие, усиливаются репрессии против инакомыслящих. Духовная жизнь этого периода характеризуется сложными и противоречивыми процессами. Отдельной проблемой в СССР был, так называемый «еврейский вопрос», значительно обострившийся в результате Ближневосточной Шестидневной войны, начавшейся 5 июня 1967 года и молниеносно завершившейся 10 июня победой Израиля. Одним из её результатов стал разрыв дипломатических отношений между СССР и Израилем. Резолюцией Совета Безопасности ООН № 247 Израиль был объявлен страной-агрессором.
В советских средствах массовой информации началась активная антиизраильская кампания. В то же время, эти события способствовали активному росту национального самосознания еврейского населения СССР, что, в свою очередь, вызвало очередной всплеск народного антисемитизма. Реакцией на это со стороны советских евреев стала борьба за право выезда из СССР на историческую родину.
10 июня 1968 года МИД СССР и КГБ СССР направили ЦК КПСС совместное письмо, подписанное руководителями этих ведомств А. А. Громыко и Ю. В. Андроповым с предложением разрешить советским евреям эмигрировать из страны. Массовый выезд евреев из СССР большо́й частью советских граждан, воспитанных в рамках советской тоталитарной идеологии, расценивался как предательство. В этой ситуации факт появления новой идеологически значимой фигуры — героини Великой Отечественной войны, еврейки, показался осторожным идеологам БССР нежелательным. Истина, в очередной раз, была принесена в жертву идеологической целесообразности.
Стремясь найти новые доказательства того, что на фотографиях казни изображена участница Минского подполья М. Б. Брускина, Лев Аркадьев настойчиво продолжал поиск. Работая в архивах Комитета государственной безопасности Литвы с материалами уголовного дела карателей 2-го литовского батальона, ему удалось выйти на след фотографа, снимавшего казнь 26 октября 1941 года. В процессе расследования он не раз задавал себе вопрос, кем был этот человек?
А что думал, тот, кто снимал? И кто был он? Какую носил форму?  Гражданскую или военную? По логике — военную. А если так, то чёрную со знаками «СС» или «СД» или серо-зелёный мундир гитлеровского солдата? А может быть, нашивку предателя полицая?
След привёл в Каунас.
Мы пришли к этому человеку. Звучала музыка Шопена — медленно вращался долгоиграющий диск. На стенах висели великолепные фотопанно — работы хозяина дома... 
— У меня самая полная фототе́ка, связанная с оккупацией. Вот пожалуйста... 
И мы увидели десятки, сотни, тысячи страшных кадров, сделанных в фашистских лагерях, тюрьмах, за колючей проволокой гетто. Смотреть на это было невыносимо... 
— Мне велели, я и снимал. Не стрелял же — снимал. Что вы на меня так смотрите?! — не выдержал он. 
— Я снимал по приказу. Наконец, я искупил свою вину. Я сделал прекрасную съёмку об освобождении Литвы Советской Армией. Моя выставка экспонировалась в Москве!.. 
Мы ушли от него, сквозь зубы попрощавшись и не подав руки.
Хотя признание «фотографа из Каунаса» в том, что именно он вёл фотосъёмку казни в осеннем Минске 1941 года, и было получено, его имя, по некоторым причинам, не могло быть названо.
В 1973 году вышла книга Л. А. Аркадьева «Как звали неизвестных…». В неё вошла документальная повесть «Неизвестная», посвящённая М. Б. Брускиной. Повесть была удостоена премии на Всесоюзном конкурсе Министерства внутренних дел СССР и Союза Советских писателей. В 1985 году повесть «Неизвестная», переработанная и дополненная новыми фактами в соавторстве с А. Б. Дихтярь, была опубликована в ежегодном альманахе «Год за годом» издательства «Советский писатель» на русском, французском и английском языках.
Начиная с 1968 года, в течение последующих тридцати лет Лев Аркадьев неоднократно возвращался к истории жизни и смерти Маши Брускиной, пытаясь добиться официального возвращения имени Неизвестной. В 1988 году Л. А. Аркадьевым совместно с А. Б. Дихтярь было направлено письмо в Генеральную прокуратуру СССР, адресованное помощнику Генерального прокурора СССР Лаптеву П. А. с кратким изложением результатов расследования по установлению имени Неизвестной и просьбой «разобраться в этом вопросе и положить конец столь недостойно затянувшемуся конфликту». К письму прилагались копии основных документов. Но решение партийных органов о непризнании М. Б. Брускиной участницей Минского подполья, принятое по соображениям политической конъюнктуры и подкреплённое соответствующими выводами Института партии ЦК КПБ, не могло быть изменено.
В газете «Труд» от 20 июня 1998 года в статье Л. А. Аркадьева «Верните имя „Неизвестной“» было сказано:
То, что произошло с этой юной героиней  после её гибели, можно уподобить вторичной казни. И если первая свершилась в считанные минуты, то вторая длится десятилетия… И самое непостижимое — то, что инициаторами и исполнителями новой расправы стали соотечественники нашей героини.
Многолетняя полемика по поводу установления личности юной минской подпольщицы, казнённой в 1941 году в составе группы участников подполья, вышла за пределы Белоруссии.

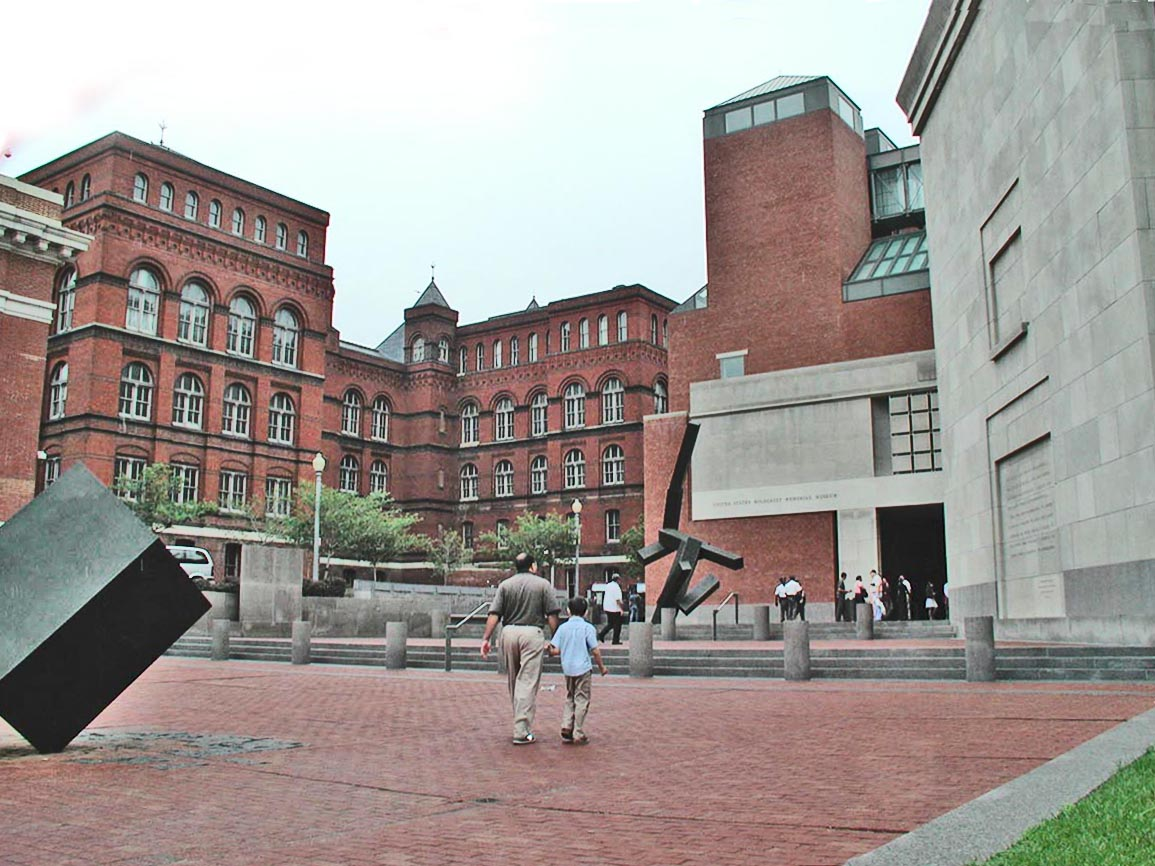
Вашингтон. Мемориальный музей Холокоста

- В 1997 году американский Мемориальный музей Холоко́ста (United States Holocaust Memorial Museum) присудил Марии Борисовне Брускиной Медаль Сопротивления.

21 октября на торжественной церемонии, состоявшейся в Вашингтоне в присутствии конгрессменов, послов, учёных и представителей общественности различных стран две такие медали были вручены людям, которые долгие годы, проявляя твёрдость гражданской позиции отстаивали право Неизвестной на имя. Одна из этих медалей была вручена Льву Аркадьеву.

Эта медаль должна бы храниться в Минском музее Отечественной войны. Я рад был бы передать её туда. Но ведь это не имеет никакого смысла пока в Белоруссии, где она родилась, где не дрогнув приняла смерть от рук оккупантов, ей отказано в имени… Я не буду обращаться к белорусским властям с просьбой «признать» Машу. Они должны сделать это сами. В конце концов, это просто их человеческий долг.— Л. Аркадьев.
Официальное признание М. Б. Брускиной на её родине в Белоруссии состоялось только в феврале 2008 года.

## Киносценарии

### Художественные фильмы
- 1963 — Самолёты не приземлились
- 1963 — Королевство кривых зеркал[27]
- 1965 — Одесские каникулы
- 1976 — Город с утра до полу́ночи
- 1981 — Я — Хо́ртица[28]
- 1981 — Акма́ль, дракон и принцесса[29]
- 1983 — Новые приключения Акма́ля
- 1984 — Тайна Зелёного острова[30]
- 1986 — Поезд со станции детства[31]
- 1995 — Французский вальс

### Анимационные фильмы
- 1956 — Аист
- 1956 — Шакалёнок и верблюд
- 1957 — Знакомые картинки
- 1957 — Наше солнце
- 1959 — Новогоднее путешествие
- 1960 — Мурзи́лка на спутнике[32]
- 1960 — Два полюса (Болгария)[5]
- 1961 — МУК (мультипликационный крокодил) № 4 — На чистую воду
- 1967 — Забор (вошёл в мультипликационный альманах Калейдоскоп-68)
- 1980 — Берегите зубы!
- 1983 — Пингвинёнок

### Документальные фильмы
- 1970 — Черномор опускается на дно[33]
- 2005 — Они сражались за Родину… во Франции  (сценарная заявка)

### Диафильмы
Студией «Диафильм» были выпущены фильмы:
- 1960 — Мурзилка на спутнике[34].
- 1962 — Новогоднее путешествие[35].

## Радиоспектакли и грампластинки
- По книжке Л. Аркадьева «Пингвинёнок» был записан одноимённый радиоспектакль (сценарист — Л. Аркадьев, режиссёр — А. Ильина). Музыка к спектаклю была написана композитором Борисом Чайковским[36]. Советской Всесоюзной фирмой грампластинок «Мелодия» была выпущена пластинка с записью спектакля.

Были также выпущены пластинки с записью спектаклей:
- 1957 — «Путешествие с корабликом» (текст — Л. Аркадьева и С. Рунге, музыка — З. Левиной)[38].
- 1957 — «Шакалёнок и крокодил — Сказка мальчика Чиба» (текст — Л. Аркадьева и И. Болгарина, музыка — Л. Пятигорского)[39].
- 1957 — «Шакалёнок и лев»
- 1962 — «Пингвинёнок»
- 1964 — «Новогодние приключения трёх маленьких москвичей» (Лит.-муз. композиция)

### Книги
- Л. Аркадьев. «Цирковое представление начинается». Москва: Детский мир, 1961[40].
- Л. Аркадьев. «Мурзилка на спутнике». Иллюстрации Б. Степанцева. Москва: Детский мир, 1961[41].
- Л. Аркадьев. «Мурзилка на спутнике» (фильм-сказка). Иллюстрации Е. Райковского Москва: Бюро пропаганды советского киноискусства, 1962.
- Л. Аркадьев, Г. Осипов. Киноповесть «Тень над Востоком». Журнал «Литературный Азербайджан» № 12, 1962[42].
- Л. Аркадьев. Пингвинёнок. — Москва: Детский мир, 1963. — 47 с.
- Л. Аркадьев. «Шесть портретов». Москва: Малыш, 1960, 1963[43].
- Л. Аркадьев, И. Болгарин. «Новогоднее путешествие». Москва: Бюро пропаганды советского киноискусства, 1964[44].
- Л. Аркадьев. «Аист» (фильм-сказка). Москва: Бюро пропаганды советского киноискусства, 1966.
- Л. Аркадьев. Как звали неизвестных… : Документальная повесть. — Магадан: Кн. изд., 1973. — 103 с. Архивировано 4 марта 2016 года.
- Л. Аркадьев. «Случай в заповеднике» (фильм-сказка). Москва: Бюро пропаганды советского киноискусства, 1975, 1976 (второе издание).
- Л. Аркадьев. «В новогоднюю ночь» (фильм-сказка по мультфильму «Новогоднее путешествие»). Москва: Бюро пропаганды советского киноискусства, 1981.
- Л. Аркадьев, А. Дихтярь. «Неизвестная» (документальная повесть). Литературный ежегодник «Год за годом» № 1, стр. 265—307. Москва: Советский писатель. 1985.
- Л. Аркадьев, И. Болгарин. «Шакалёнок и верблюд» (фильм-сказка). Москва: Фламинго, 1995.

### Очерки
- «Ещё раз обыкновенная Арктика» (путевые заметки). «Искатель». — № 1, 1967. — С. 65 — 85.[45]
- Аркадьев, Л. А. Бессмертие // «Труд». — 1968. — 24 апреля (№ 97).
- Аркадьев, Л. А. Светя другим… // «Труд». — 1968. — 16 мая.
- «Как звали неизвестных». «Труд» № 107, 8 мая 1970.
- «Как звали неизвестных» (о Ш. Г. Кунафине). Журнал «Кругозор» № 11 (092), ноябрь 1971.
- «Дорогие наши мальчишки». «Труд», 5 ноября 1976.
- «Опалённая юность». «Труд» № 108, 9 мая 1977.
- Аркадьев, Л. Казнена в сорок первом… // «Труд». — 1991. — 26 октября (№ 251).
- «Ты вдохнул в меня жизнь». «Труд», 12 мая 1995.
- «Последняя любовь Клавдии Шульженко». «Зеркало недели» № 4, 6 апреля 1996. Очерк вошёл в сборник материалов о Клавдии Шульженко[46](«Клавдия Шульженко. Петь — значит жить!» / сост., примеч. и общ. ред. А. Л. Вартаняна. — М.: Наталис, 2005. — С. 116—122. — 511 с. — ISBN 5-8062-0181-3.)
- Аркадьев, Л. Верните имя «Неизвестной» // «Труд». — 1998 . — 20 июня. Архивировано 3 сентября 2014 года.
- «Песня из братской могилы». «Труд», 31 марта 1999.
- «Был месяц май». «Труд», 6 мая 1999.
- «Спецпредставление в Кремле». «Труд» № 002, 6 января, 2000.
- «Спасибо, сердце…» (о Леониде Осиповиче Утёсове). «Труд». — 23 марта 2000.
- «Военно-полевой роман». «Труд» № 116, 27 июня 2000.
- «Она казнила палача». «Труд», 14 июля 2000.
- «Иван Солёнов, солдат». «Труд», 19 февраля 2001.

### Либретто и сценарий эстрадного представления
- Пьеса-сказка для детей «Новогоднее приключение трёх маленьких москвичей», композитор А. Долуханян. Либретто Л. А. Аркадьева, Н. Сац, С. Рунге[47].
- «Твоя мечта» — сценарий новогоднего представления для старших школьников. Вошёл в сборник «Эстрада» (1965)[46][48]